# Malatíny
Malatíny este o comună slovacă, aflată în districtul Liptovský Mikuláš din regiunea Žilina. Localitatea se află la altitudinea de 553 m deasupra n.m., se întinde pe o suprafață de 4,18 km2 și în 2017 număra 226 de locuitori.

## Istoric
Localitatea Malatíny este atestată documentar din 1270.

## Demografie
| An:                | 1994 | 2004   | 2014    | 2024    |
| ------------------ | ---- | ------ | ------- | ------- |
| Număr de persoane: | 162  | 149    | 201     | 259     |
| Diferență:         |      | −8,02% | +34,89% | +28,85% |

| An:                | 2023 | 2024 |
| ------------------ | ---- | ---- |
| Număr de persoane: | 259  | 259  |
| Diferență:         |      | +0%  |